# رود گولیگینا
رود گولیگینا (انگلیسی: Golygina) یک رودخانه در سرزمین کامچاتکای کشور روسیه است.